# Ben Spoor
Benjamin Charles Spoor (2 juin 1878-22 décembre 1928) est un homme politique du parti travailliste britannique. Il s'est particulièrement intéressé à l'Inde.

## Biographie
Né à Witton Park, dans le comté de Durham, il étudie à Elmfield College, à York, et est issu d'une famille de méthodistes primitifs. Ingénieur de formation, il se lance plus tard dans les affaires en tant que constructeur. Avant d'entrer en politique, il est prédicateur laïc dans l'Église méthodiste.
Aux élections générales de 1918, il est élu député de Bishop Auckland et occupe le siège jusqu'à sa mort à l'âge de cinquante ans. Au Parlement, il est en désaccord avec de nombreux députés travaillistes et envisage de rejoindre le Parti libéral. Il est secrétaire parlementaire du Trésor et whip en chef en 1924, lorsqu'il est nommé conseiller privé.
Il est en mauvaise santé depuis qu'il contracte le paludisme à Salonique pendant la Première Guerre mondiale. Lors d'une visite à Londres en décembre 1928, il est retrouvé mort au lit au Regent Palace Hotel. Lors de l'enquête, son fils déclare que son père s'est mis à boire beaucoup. Sa mort est due à une syncope due à une maladie du cœur et du foie, due à l'alcoolisme chronique.